# Test Drive: Off-Road Wide Open
Test Drive Off-Road Wide Open (укр. Тест-драйв: Широкі простори бездоріжжя), на території Європи відома як просто Off-Road: Wide Open — відеогра в жанрі аркадних автоперегонів, розроблена Angel Studios та видана компанією Infogrames для консолей PlayStation 2 та Xbox у 2001 році. Є першою грою серії Test Drive, розробленої для шостого покоління ігрових систем, а також четвертою та останньою частиною циклу Off-Road.

## Ігровий процес
Test Drive Off-Road Wide Open, як і попередні частини, зосереджується на перегонах бездоріжжям і виконана в тривимірній графіці.
На вибір гравцю надані позашляховики від таких виробників як Hummer, Jeep, Ford та інших. Вантажівки від General Motors, які були відсутні в Test Drive: Off-Road 3, повертаються повністю як ігрові транспортні засоби. У кожного з транспортних засобів є кілька модифікацій, що різняться між собою зовнішнім виглядом та характеристиками (тягою, максимальною швидкістю, прискоренням та керуванням): стокова, модифікована, професійна та необмежена (останні дві відкриваються протягом проходження гри). Кожен автомобіль можна перефарбувати. Є можливість перерозподілу ваги, що допомагає регулювати крен машини під час перебування у повітрі. Версія для PlayStation 2 включає багатокористувацький режим з технологією розділеного екрана для двох гравців, а версія для Xbox — до чотирьох гравців. Крім цього, версія для Xbox містить більшу кількість позашляховиків.
У грі представлені чотири режими. В «Поодинокім перегоні» гравець обирає рівень складності (легкий, середній чи важкий), трасу та позашляховик, і щоб перемогти, повинен зайняти перше місце серед восьми учасників. «Кар'єрні перегони» — режим, доступний лише одному гравцеві та включає турніри, в ході яких гравець заробляє гроші, необхідні для придбання нових транспортних засобів. У «Вільній їзді» гравець обирає одну з трьох локацій: Моаб (Юта), Націона́льний па́рк «Йосе́міті» або Гаваї, та один з доступних позашляховиків і вільно пересувається по вибраній локації з метою вивчення. «Стадіонна перегонна» — режим, доступний лише у версії Xbox, у якому змагання проходять на спеціальних закритих треках.

## Розробка та реліз
Test Drive Off-Road Wide Open була анонсована 19 жовтня 2000. За розробку була відповідальна студія Angel Studios, відома за іншим симулятором перегонів з бездоріжжя - Smuggler's Run. Нова гра стала першою із серії Test Drive, що вийшла на PlayStation 2 і Xbox, і стала останньою частиною Off-Road. Гра демонструвалася на виставці E3 2001. У ході створення було значно покращено графіку, управління та режими гри. Test Drive Off-Road Wide Open створювався на базі рушія Angel Game Engine (AGE), який використовувався в попередніх іграх від Angel Studios. Саундтрек включає композиції від Metallica, Fear Factory та інших.
Вихід відбувся 24 серпня 2001 року на PlayStation 2 та 14 листопада на Xbox у Північній Америці. У Європі гра була випущена під укороченою назвою Off-Road Wide Open 30 листопада 2001 на PlayStation 2 і 24 травня 2002 на Xbox.

## Відгуки
| Агрегатор    | Оцінка  | Оцінка  |
| Агрегатор    | PS2     | XBOX    |
| ------------ | ------- | ------- |
| GameRankings | 66,72 % | 61,61 % |
| Metacritic   | 70/100  | 64/100  |

| Видання                            | Оцінка  | Оцінка |
| Видання                            | PS2     | XBOX   |
| ---------------------------------- | ------- | ------ |
| AllGame                            | [ 7 ]   | [ 8 ]  |
| Electronic Gaming Monthly          | 5,67/10 |        |
| Game Informer                      | 6,25/10 | 6,5/10 |
| GamePro                            | [ 13 ]  | [ 14 ] |
| GameRevolution                     | B-      | C+     |
| GameSpot                           | 7,6/10  | 6,8/10 |
| GameZone                           | 7,3/10  | 8/10   |
| IGN                                | 6,5/10  | 7/10   |
| Next Generation                    | [ 21 ]  | [ 22 ] |
| Official U.S. PlayStation Magazine | 3/5     |        |
| Official Xbox Magazine (США)       |         | 5,6/10 |
| Play                               |         | 3/5    |
| TeamXbox                           |         | 3,1/5  |

Test Drive Off-Road Wide Open, як і попередні частини, отримала змішані відгуки від критиків. На агрегаторах GameRankings та Metacritic середня оцінка становить 66,72% та 70/100 у версії для PlayStation 2 та 61,61% та 64/100 у версії для Xbox відповідно. 
Крістіан Броггер з Game Informer спочатку дав погану оцінку версії для PlayStation 2 у вересневому випуску журналу 2001 року, заявивши, що графіка була поганою, а звуки були такими поганими, через баги в грі. Проте він підняв до середньої оцінки у випуску за листопад 2001 року, сказавши, що гра була «безперечно на кілька ліг кращою без сумнозвісної помилки, але сама гра все ще страждає від синдрому посереднього ігрового процесу».
Джим Престон із випуску NextGen за листопад 2001 року назвав ту саму консольну версію «Надто знайомим початком у серії Test Drive, але тут є веселощі». Однак у своєму останньому номері журнал назвав версію для Xbox «простою і ненатхненою грою, і вона, безумовно, не може зрівнятися з великою колекцією зіркових ігор для Xbox».